# Taiyutyla benedictae
Taiyutyla benedictae är en mångfotingart som beskrevs av Shear 1976. Taiyutyla benedictae ingår i släktet Taiyutyla och familjen Conotylidae. Inga underarter finns listade i Catalogue of Life.